# 20007 Marybrown
20007 Marybrown è un asteroide della fascia principale. Scoperto nel 1991, presenta un'orbita caratterizzata da un semiasse maggiore pari a 2,3808495 UA e da un'eccentricità di 0,2327078, inclinata di 14,96497° rispetto all'eclittica.